# Keegan Palmer
Keegan Palmer (n. 13 martie 2003, San Diego, California, SUA) este un skateboarder ce a reprezentat Australia, medaliat olimpic. A participat la 2 ediții ale Jocurilor Olimpice (2020, 2024) în care a câștigat două medalii de aur.